# LineageOS
LineageOS (též Lineage OS nebo Lineage OS Android Distribution) je název pro free a open-source operační systém pro smartphony a tablety, který je založený na systému Android. LineageOS je nástupce dříve velmi populárního systému CyanogenMod, ze kterého byl forknut v prosinci 2016, když firma Cyanogen Inc. oznámila ukončení vývoje a vypnutí infrastruktury tohoto svého projektu. Projekt LineageOS byl oficiálně spuštěn 24. prosince 2016 a jeho zdrojové kódy hostuje GitHub. Změna názvu byla nutná, protože firma Cyanogen Inc. si ponechala práva na název Cyanogen.

## Pozadí
CyanogenMod (často nazývaný jako „CM“) byl velmi populární open source operační systém, založený na mobilní platformě Android, pro chytré telefony a tablety. Ačkoliv si pouze část z celkových uživatelů CyanogenMod zvolila, že se informace o jejich užívání firmware může posílat tvůrcům, tak i přesto se ke dni 23. března 2015 oznámilo, že přes 50 milionů lidí používá CyanogenMod na jejich mobilních telefonech. Byl také často používán jako výchozí bod pro vývojáře ostatních ROM, které byly na CyanogenMod založené.
V roce 2013 získal zakladatel Steve Kondik venture kapitál na jméno Cyanogen Inc., aby zajistil komercializaci projektu. Avšak společnost z jeho pohledu nevydělávala dostatečně podle úspěchu projektu a v roce 2016 z firmy odešel dobrovolně, nebo byl k odchodu donucen jako část restrukturalizace, která zahrnovala změnu CEO, uzavření kanceláří a projektů a zastavení služeb. Samotný kód, který je velmi populární a open source, byl rychle forkovaný do nové větve pod novým jménem LineageOS a započala snaha komunity projektu pokračovat dál ve vývoji jako komunitní projekt.
CyanogenMod – a tudíž LineageOS – nabízel funkcionalitu a možnosti, které se nenacházely v oficiálním firmware distribuovaném prodejci mobilních telefonů. Mezi ně patřila například podpora grafických témat, podpora audio kodeku FLAC, velký seznam Access Point Name (APN), Privacy Guard (správa povolení přístupu aplikacím k částem OS na úrovni samotných aplikací), podpora pro tethering přes běžné rozhraní, přetaktování CPU a další zlepšení výkonu, odemknutelný bootloader a root přístup, softwarová tlačítka a další „vylepšení pro tablety“", přepínače v notifikační „pull-down“ obrazovce (například pro Wi-Fi, Bluetooth, GPS) a další vylepšení uživatelského rozhraní – většina z těchto vylepšení (nebo podobná vylepšení) byla později integrována do oficiálního zdrojového kódu původního Androidu. Podle jeho vývojářů CyanogenMod neobsahoval spyware ani bloatware. CyanogenMod měl také poskytovat zvýšený výkon a spolehlivost, v porovnání s oficiálním firmwarem.
Na rozdíl od CyanogenModu, root přístup v LineageOS už dále nebude zabudován přímo do firmware, ale bude nabízen jako oddělený, volitelně instalovatelný zip soubor. Pokud uživatel flashne tento zip do svého zařízení, může ho později odstranit použitím „su removal“" zip souboru.

## Vývoj
Podobně jako CyanogenMod, projekt je vyvíjen spoustou vývojářů, kteří vyvíjejí pro specifická zařízení a používá se Gerrit pro svůj proces code review. Také si zachoval svůj starý formát verzování (například, pro Android 7.1 je LineageOS 14.1). Buildy jsou vydávány na týdenní bázi a jsou podepsáné privátními klíči LineageOS.
Mnoho vývojářů na XDA Developers vyvinulo neoficiální verze LineageOS ze zdrojového kódu ještě před oficiálním vydáním LineageOS.
Ke dni 22. února 2017, LineageOS podporuje 132 zařízení s oficiálními denními buildy. K těm jsou dále vydávány experimentální buildy zaměřené k zjednodušení migrace z CyanogenMod bez nutnosti smazání dat.
Vývojáři LineageOS vytvářejí aplikaci nazvanou „FlipFlap“, která je speciálně navržena pro LineageOS a přidává podporu pro pouzdra mobilních telefonů „flip cover“.

## Historie verzí
| Verze                                    | AOSP verze             | Poslední build ze dne | Změny                                                                                                 |
| ---------------------------------------- | ---------------------- | --------------------- | --- |
| 13                                       | 6.0.1 (Marshmallow)    | 11. února 2018        | Založen na CyanogenMod 13.                                                                            |
| 14.1                                     | 7.1.2 (Nougat)         | 24. února 2019        | 14.1 byl považován za work in progress, byla to prvotní verze při vytvoření forku z CyanogenMod 14.1. |
| 15.1                                     | 8.1.0 (Oreo)           | 28. února 2020        | |
| 16                                       | 9.0.0 (Pie)            | 16. února 2021        | |
| 17.1                                     | 10 (Queen Cake)        | 16. února 2022        | |
| 18.1                                     | 11 (Red Velvet Cake)   | 5. března 2024        | |
| 19.1                                     | 12.1 (Snow Cone)       | 12. listopadu 2023    | |
| 20                                       | 13 (Tiramisu)          | 31. prosince 2024     | |
| 21                                       | 14 (Upside Down Cake)  | aktuální              | |
| 22.1                                     | 15 (Vanilla Ice Cream) | aktuální              | |
| Bez podpory Podporováno Nejnovější verze |                        |                       | |